# Bloodborne
Bloodborne – fabularna gra akcji stworzona przez japońskie studio From Software i wydana przez Sony Computer Entertainment wyłącznie na konsolę PlayStation 4. Za reżyserię odpowiedzialny był Hidetaka Miyazaki. Światowa premiera odbyła się 24 marca 2015, a w Polsce 25 marca 2015. Gra jest określana przez twórców jako duchowy następca serii Souls.
Serwis Metacritic umieścił Bloodborne’a na liście 50 najlepszych gier dekady 2010–2019. Gra zajęła 32. miejsce i jest to jedyna produkcja From Software obecna na liście.

## Fabuła i świat gry
Bloodborne to fabularna gra akcji z elementami charakterystycznymi dla produkcji Hidetaki Miyazakiego. Gra została osadzona w mrocznym świecie fantasy, stylizowanym na okres wiktoriański. Akcja Bloodborne’a toczy się w fikcyjnym mieście Yharnam, trawionym przez niezidentyfikowaną plagę przemieniającą mieszkańców w potwory. Zadaniem głównego bohatera jest stawienie czoła zagrożeniu oraz odkrycie mrocznej tajemnicy miasta.